# Цейлон на літніх Олімпійських іграх 1964
Цейлон на літніх Олімпійських іграх 1964 року в Токіо (Японія) представляли 6 спортсменів (усі чоловіки), які брали участь у чотирьох видах спорту — легкій атлетиці, боксі, стрільбі та боротьбі. Цейлонські атлети не завоювали жодної медалі.

## Бокс
| Категорія | Спортсмен              | 1-й раунд                    | 2-й раунд                    | Чвертьфінал        | Півфінал           | Фінал              | Місце |
| Категорія | Спортсмен              | Суперник Результат           | Суперник Результат           | Суперник Результат | Суперник Результат | Суперник Результат | Місце |
| --------- | ---------------------- | ---------------------------- | ---------------------------- | ------------------ | ------------------ | ------------------ | ----- |
| до 51 кг  | Вінстон Ван Кюйленбург | Лі Кам Ва (HKG) W достроково | Константин Чіука (ROU) L 0:5 | завершив змагання  | завершив змагання  | завершив змагання  |       |
| до 67 кг  | Малкольм Балнер        | Богумил Немечек (TCH) L 0:5  | завершив змагання            | завершив змагання  | завершив змагання  | завершив змагання  |       |

## Боротьба
Чоловіки
| Стиль           | Категорія | Спортсмен       | Раунд 1                              | Раунд 2            | Раунд 3            | Раунд 4            | Раунд 5            | Фінал              | Фінал             |
| Стиль           | Категорія | Спортсмен       | Суперник Результат                   | Суперник Результат | Суперник Результат | Суперник Результат | Суперник Результат | Суперник Результат | Місце             |
| --------------- | --------- | --------------- | ------------------------------------ | ------------------ | ------------------ | ------------------ | ------------------ | ------------------ | ----------------- |
| Вільна боротьба | −52 кг    | Ернест Фернандо | Чімедбазарин Дамдіншарав (MGL) L 1-3 | завершив змагання  | завершив змагання  | завершив змагання  | завершив змагання  | завершив змагання  | завершив змагання |

## Легка атлетика
Трекові та шосейні дисципліни
| Спортсмен            | Дисципліна         | Гіт       | Гіт   | Чвертьфінал | Чвертьфінал | Півфінал  | Півфінал | Фінал      | Фінал      |
| Спортсмен            | Дисципліна         | Результат | Місце | Результат   | Місце       | Результат | Місце    | Результат  | Місце      |
| -------------------- | ------------------ | --------- | ----- | ----------- | ----------- | --------- | -------- | ---------- | ---------- |
| Ранатунг Карунананда | 5 000 м, чоловіки  | 16:22.2   | 47    | Н/Д         | Н/Д         | Н/Д       | Н/Д      | не пройшов | не пройшов |
| Ранатунг Карунананда | 10 000 м, чоловіки | Н/Д       | Н/Д   | Н/Д         | Н/Д         | Н/Д       | Н/Д      | 32:21.2    | 29         |

## Стрільба
| Спортсмен          | Дисципліна             | Фінал | Фінал |
| Спортсмен          | Дисципліна             | Бали  | Місце |
| ------------------ | ---------------------- | ----- | ----- |
| Раві Джаєвардене   | гвинтівка лежачи, 50 м | 568   | 72    |
| Габаракадаж Перера | гвинтівка лежачи, 50 м | 571   | 69    |